# Racetrack Playa
Racetrack Playa of The Racetrack is een droog meer en zoutvlakte (playa) in het noordwesten van Death Valley in Californië. De vlakte ligt op 1130 meter boven zeeniveau. Ze is noord-zuid georiënteerd en is 4,5 km lang en 2 km breed. De vallei is opmerkelijk vlak: het noordelijke uiteinde ligt minder dan vier centimeter hoger dan het zuidelijke.
Racetrack Playa ligt in een klein endoreïsch bekken tussen de Cottonwood Mountains in het oosten en de Nelson Range in het westen. Bij zware regenval kunnen er zich plassen vormen op de zoutvlakte. Het opgedroogde laagje modder dat achterblijft nadat het water verdampt is, laat uiteindelijk een mozaïek van veelhoeken na.
Op de zoutvlakte ligt een aantal losliggende rotsen die sailing stones worden genoemd. Die stenen verplaatsen zich, zonder de tussenkomst van mensen of dieren, over de zoutvlakte en laten daarbij sporen achter, die de illusie wekken dat er op Racetrack Playa gereden wordt. Hoe die stenen zich verplaatsen, is lang onduidelijk gebleven.
In 2011 is men dit gaan onderzoeken, onder meer door het plaatsen van gps-bakens op sommige rotsen. 
Na enkele jaren van onderzoek, waarbij ook het klimaat en weersomstandigheden goed in de gaten werden gehouden, kwam het geheim langzaamaan boven water. Door regenval in combinatie met een stevige wind ontstaat op een gedeelte van de vlakte een laagje water. Doordat in de nacht de temperatuur (ver) onder het vriespunt zakt, bevriest dit water. De volgende dag gaat dit van onder naar boven ontdooien. In omstandigheden zonder wind of met een wind die in tegengestelde richting waait ten opzichte van de vorige dag, gaat het laagje ijs schuiven. Met het blote oog is amper te zien dat hierdoor de rotsblokken worden verschoven, toch gebeurt het – al is het met hoogstens enkele centimeters per dag. De langste gemeten afstand die een rotsblok binnen een jaar heeft afgelegd, bedraagt 224 meter (waarbij de richting van het schuiven steeds wisselend kan zijn).

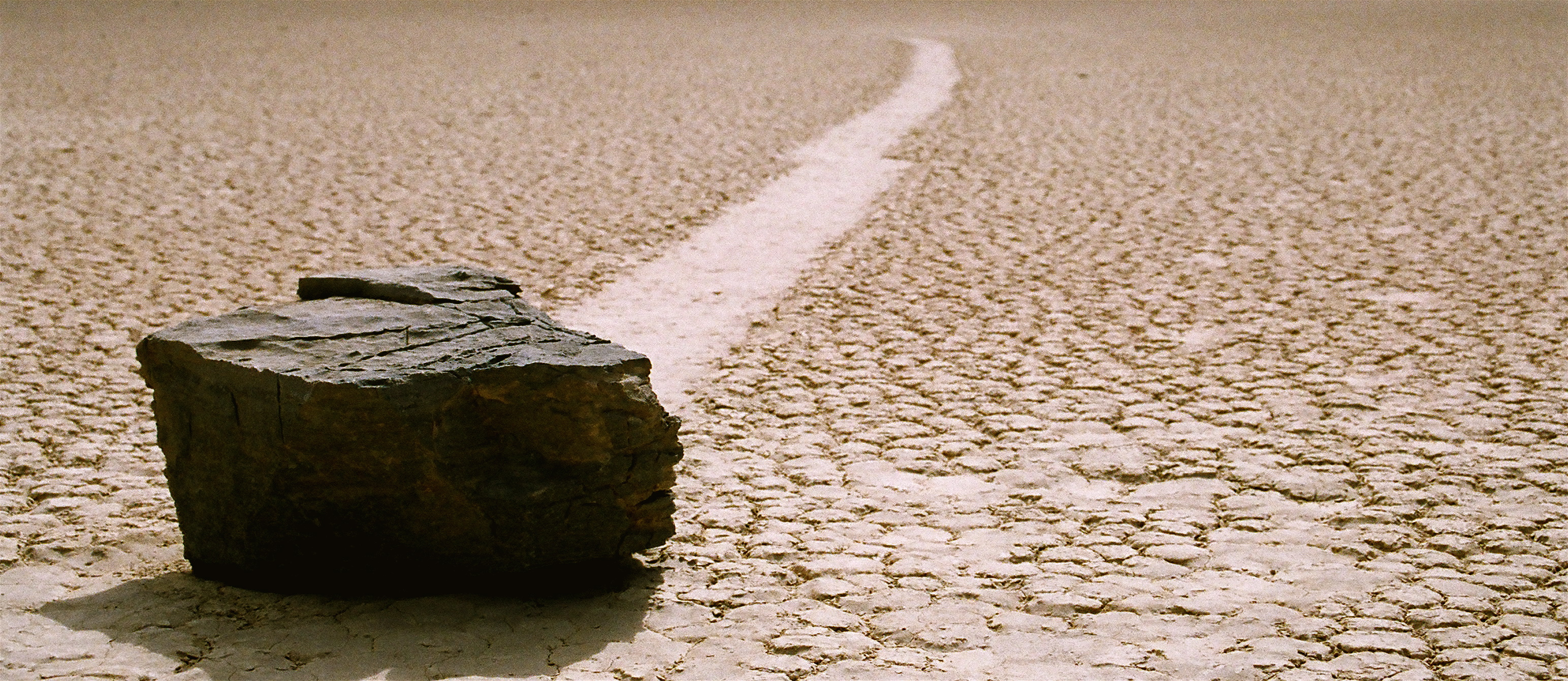
Een van de zich mysterieus verplaatsende stenen op Racetrack Playa